# Chaetoscutula juniperi
Chaetoscutula juniperi är en svampart som beskrevs av E. Müll. 1959. Chaetoscutula juniperi ingår i släktet Chaetoscutula, klassen Dothideomycetes, divisionen sporsäcksvampar och riket svampar.   Inga underarter finns listade i Catalogue of Life.